# Plantago orbignyana
Plantago orbignyana är en grobladsväxtart. Plantago orbignyana ingår i släktet kämpar, och familjen grobladsväxter.

## Underarter
Arten delas in i följande underarter:
- P. o. hartwegii
- P. o. niederleinii
- P. o. orbignyana
- P. o. pseudomollior